# Laguna Briotis
A  Laguna Briotis é um lago localizado na Guatemala. Localiza-se no departamento de Jalapa, Município de Conguaco.